# San Antonio Spurs 2018-2019
La stagione 2018-2019 dei San Antonio Spurs è la 52ª stagione della franchigia, la 43ª nella NBA, la 46ª a San Antonio.

## Stagione
La stagione si apre con l'addio del playmaker Tony Parker che, dopo 17 anni con gli Spurs, con cui aveva firmato nella stagione 2000-2001, sigla un nuovo contratto con i Charlotte Hornets. Ma questa è anche la prima stagione dal 2001-02 senza Manu Ginóbili che si è ritirato il 27 agosto 2018, ponendo ufficialmente fine a quella che era l'era dei Big Three degli Spurs. Le partenze di Parker, Danny Green e Kawhi Leonard, unite al ritiro di Ginóbili, lasciano Patty Mills come lo Sperone più duraturo sul roster; fa il suo ritorno a San Antonio Marco Belinelli, con cui conquistò l'anello nel 2014.
Dopo aver passato la maggior parte della scorsa stagione fuori a causa di un infortunio, questa è anche la prima stagione dal 2010-2011 senza Kawhi Leonard, il quale è stato ceduto insieme a Danny Green ai Toronto Raptors in cambio di DeMar DeRozan, Jakob Pöltl e una scelta del primo turno protetta del Draft 2019 il 18 luglio 2018.
Il 28 marzo 2019, nella partita casalinga contro i Cleveland Cavaliers, gli Spurs ritirarono il numero 20 dell'ex guardia tiratrice Manu Ginóbili. Per la ventiduesima stagione consecutiva gli Spurs accedono ai playoff.
Il 27 aprile 2019, nel primo turno dei playoff contro Denver Nuggets, venendo sconfitti in gara-7 al Pepsi Center di Denver, concludono la stagione 2018-2019.

## Draft
| Giro | Scelta | Giocatore     | Ruolo | Nazionalità | Università/Squadra |
| ---- | ------ | ------------- | ----- | ----------- | ------------------ |
| 1    | 18     | Lonnie Walker | G     | Stati Uniti | Miami              |
| 2    | 49     | Chimezie Metu | AG    | Stati Uniti | USC Trojans        |

## Roster
| \| Pos. \| Num. \| Naz. \| Nome \| Altezza \| Peso \| Data nascita \| Provenienza \| \| ---- \| ---- \| ---- \| ------------------------------ \| ------- \| ------ \| ------------ \| ------------------ \| \| AG/C \| 12 \| \| Aldridge, LaMarcus \| 211 cm \| 118 kg \| 19-07-1985 \| Texas \| \| G \| 18 \| \| Belinelli, Marco \| 196 cm \| 95 kg \| 25-03-1986 \| Italia \| \| A/C \| 42 \| \| Bertāns, Dāvis \| 208 cm \| 95 kg \| 12-11-1992 \| Lettonia \| \| A \| 33 \| \| Cunningham, Dante \| 203 cm \| 104 kg \| 22-04-1987 \| Villanova \| \| G \| 10 \| \| DeRozan, DeMar \| 201 cm \| 100 kg \| 7-08-1989 \| Southern Carolina \| \| AG/C \| 14 \| \| Eubanks, Drew (TW) \| 208 cm \| 109 kg \| 1-02-1997 \| Oregon State \| \| G \| 11 \| \| Forbes, Bryn \| 190 cm \| 86 kg \| 23-07-1993 \| Michigan State \| \| AP \| 22 \| \| Gay, Rudy \| 203 cm \| 104 kg \| 17-08-1986 \| Connecticut \| \| AG \| 7 \| \| Metu, Chimezie (GL) \| 208 cm \| 99 kg \| 22-03-1997 \| Southern Carolina \| \| P \| 8 \| \| Mills, Patty \| 183 cm \| 84 kg \| 11-08-1988 \| Saint Mary's \| \| AG \| 26 \| \| Moore, Ben (TW) \| 203 cm \| 91 kg \| 13-05-1995 \| Southern Methodist \| \| A/C \| 28 \| \| Motiejūnas, Donatas \| 213 cm \| 100 kg \| 20-09-1990 \| Lituania \| \| P \| 5 \| \| Murray, Dejounte (Infortunato) \| 196 cm \| 77 kg \| 19-09-1996 \| Washington \| \| C \| 25 \| \| Pöltl, Jakob \| 213 cm \| 104 kg \| 15-10-1995 \| Utah \| \| G/AP \| 3 \| \| Pondexter, Quincy \| 201 cm \| 102 kg \| 10-03-1988 \| Washington \| \| G \| 1 \| \| Walker, Lonnie (GL) \| 196 cm \| 89 kg \| 14-12-1998 \| Miami \| \| P/G \| 4 \| \| White, Derrick \| 193 cm \| 86 kg \| 02-07-1994 \| Colorado \| | Allenatore - Gregg Popovich Assistente/i - Ettore Messina - Ime Udoka - Chip Engelland - Becky Hammon - Will Hardy Legenda - (C) Capitano - (FA) Free agent - (S) Sospeso - (TW) Contratto Two-way - (GL) Assegnato a squadra G League affiliata - Infortunato Roster • Transazioni · Ultima transazione: 4 aprile 2019 |                        |                                |         |        |              |                    |
| Pos. | Num. | Naz.                   | Nome                           | Altezza | Peso   | Data nascita | Provenienza        |
| AG/C | 12 | Stati Uniti (bandiera) | Aldridge, LaMarcus             | 211 cm  | 118 kg | 19-07-1985   | Texas              |
| G | 18 | Italia (bandiera)      | Belinelli, Marco               | 196 cm  | 95 kg  | 25-03-1986   | Italia             |
| A/C | 42 | Lettonia (bandiera)    | Bertāns, Dāvis                 | 208 cm  | 95 kg  | 12-11-1992   | Lettonia           |
| A | 33 | Stati Uniti (bandiera) | Cunningham, Dante              | 203 cm  | 104 kg | 22-04-1987   | Villanova          |
| G | 10 | Stati Uniti (bandiera) | DeRozan, DeMar                 | 201 cm  | 100 kg | 7-08-1989    | Southern Carolina  |
| AG/C | 14 | Stati Uniti (bandiera) | Eubanks, Drew (TW)             | 208 cm  | 109 kg | 1-02-1997    | Oregon State       |
| G | 11 | Stati Uniti (bandiera) | Forbes, Bryn                   | 190 cm  | 86 kg  | 23-07-1993   | Michigan State     |
| AP | 22 | Stati Uniti (bandiera) | Gay, Rudy                      | 203 cm  | 104 kg | 17-08-1986   | Connecticut        |
| AG | 7 | Stati Uniti (bandiera) | Metu, Chimezie (GL)            | 208 cm  | 99 kg  | 22-03-1997   | Southern Carolina  |
| P | 8 | Australia (bandiera)   | Mills, Patty                   | 183 cm  | 84 kg  | 11-08-1988   | Saint Mary's       |
| AG | 26 | Stati Uniti (bandiera) | Moore, Ben (TW)                | 203 cm  | 91 kg  | 13-05-1995   | Southern Methodist |
| A/C | 28 | Lituania (bandiera)    | Motiejūnas, Donatas            | 213 cm  | 100 kg | 20-09-1990   | Lituania           |
| P | 5 | Stati Uniti (bandiera) | Murray, Dejounte (Infortunato) | 196 cm  | 77 kg  | 19-09-1996   | Washington         |
| C | 25 | Austria (bandiera)     | Pöltl, Jakob                   | 213 cm  | 104 kg | 15-10-1995   | Utah               |
| G/AP | 3 | Stati Uniti (bandiera) | Pondexter, Quincy              | 201 cm  | 102 kg | 10-03-1988   | Washington         |
| G | 1 | Stati Uniti (bandiera) | Walker, Lonnie (GL)            | 196 cm  | 89 kg  | 14-12-1998   | Miami              |
| P/G | 4 | Stati Uniti (bandiera) | White, Derrick                 | 193 cm  | 86 kg  | 02-07-1994   | Colorado           |

## Classifiche

### Division

#### Southwest Division
| Southwest Division    | V  | S  | V%    | PR   | Casa  | Trasf | Div  | PG |
| --------------------- | -- | -- | ----- | ---- | ----- | ----- | ---- | -- |
| y - Houston Rockets   | 53 | 29 | 0.646 | 0.0  | 31-10 | 22-19 | 10-6 | 82 |
| x - San Antonio Spurs | 48 | 34 | 0.585 | 5.0  | 32-9  | 16-25 | 10-6 | 82 |
| Memphis Grizzlies     | 33 | 49 | 0.402 | 20.0 | 21-20 | 12-29 | 8-8  | 82 |
| N.O. Pelicans         | 33 | 49 | 0.402 | 20.0 | 19-22 | 14-27 | 8-8  | 82 |
| Dallas Mavericks      | 33 | 49 | 0.402 | 20.0 | 24-17 | 9-32  | 3-13 | 82 |

### Conference

#### Western Conference
| #  | Squadra                 | V  | S  | V%    | PR   | PG |
| -- | ----------------------- | -- | -- | ----- | ---- | -- |
| 1  | c - G.S. Warriors*      | 57 | 25 | 0.695 | -    | 82 |
| 2  | y - Denver Nuggets*     | 54 | 28 | 0.659 | 3.0  | 82 |
| 3  | y - Houston Rockets*    | 53 | 29 | 0.646 | 4.0  | 82 |
| 4  | x - Portland T. Blazers | 53 | 29 | 0.646 | 4.0  | 82 |
| 5  | x - Utah Jazz           | 50 | 32 | 0.610 | 7.0  | 82 |
| 6  | x - Oklahoma Thunder    | 49 | 33 | 0.598 | 8.0  | 82 |
| 7  | x - San Antonio Spurs   | 48 | 34 | 0.585 | 9.0  | 82 |
| 8  | x - L.A. Clippers       | 48 | 34 | 0.585 | 9.0  | 82 |
| 9  | Sacramento Kings        | 39 | 43 | 0.476 | 18.0 | 82 |
| 10 | L.A. Lakers             | 37 | 45 | 0.451 | 20.5 | 82 |
| 11 | Minnesota T'wolves      | 36 | 46 | 0.439 | 21.0 | 82 |
| 12 | Memphis Grizzlies       | 33 | 49 | 0.402 | 24.0 | 82 |
| 13 | N.O. Pelicans           | 33 | 49 | 0.402 | 24.0 | 82 |
| 14 | Dallas Mavericks        | 33 | 49 | 0.402 | 24.0 | 82 |
| 15 | Phoenix Suns            | 19 | 63 | 0.232 | 38.0 | 82 |

## Calendario e risultati

### Preseason
Le date della preseason
| Preseason 2018                                    | Preseason 2018                                    | Preseason 2018                                    | Preseason 2018                                    | Preseason 2018                                    | Preseason 2018                                    | Preseason 2018                                    | Preseason 2018                                    | Preseason 2018                                    |
| Record preseason: 3–2 (Casa: 2–1; Trasferta: 1–1) | Record preseason: 3–2 (Casa: 2–1; Trasferta: 1–1) | Record preseason: 3–2 (Casa: 2–1; Trasferta: 1–1) | Record preseason: 3–2 (Casa: 2–1; Trasferta: 1–1) | Record preseason: 3–2 (Casa: 2–1; Trasferta: 1–1) | Record preseason: 3–2 (Casa: 2–1; Trasferta: 1–1) | Record preseason: 3–2 (Casa: 2–1; Trasferta: 1–1) | Record preseason: 3–2 (Casa: 2–1; Trasferta: 1–1) | Record preseason: 3–2 (Casa: 2–1; Trasferta: 1–1) |
| Partita                                           | Data                                              | Avversario                                        | Punteggio                                         | Più punti                                         | Più rimbalzi                                      | Più assist                                        | Spettatori                                        | Record                                            |
| ------------------------------------------------- | ------------------------------------------------- | ------------------------------------------------- | ------------------------------------------------- | ------------------------------------------------- | ------------------------------------------------- | ------------------------------------------------- | ------------------------------------------------- | ------------------------------------------------- |
| 1                                                 | 30 settembre                                      | Miami Heat                                        | V 104–100                                         | Rudy Gay (13)                                     | Jakob Pöltl (10)                                  | Patty Mills (4)                                   | AT&T Center 17.024                                | 1-0                                               |
| 2                                                 | 5 ottobre                                         | Detroit Pistons                                   | V 117–93                                          | Dejounte Murray (16)                              | Dejounte Murray (11)                              | DeRozan, Forbes (3)                               | AT&T Center 18.121                                | 2-0                                               |
| 3                                                 | 7 ottobre                                         | Houston Rockets                                   | S 93–108                                          | DeMar DeRozan (22)                                | LaMarcus Aldridge (7)                             | DeMar DeRozan (1)                                 | AT&T Center 18.326                                | 2–1                                               |
| 4                                                 | 10 ottobre                                        | @ Atlanta Hawks                                   | S 127–130                                         | Rudy Gay (28)                                     | Gasol, White, Pöltl (6)                           | Gasol (10)                                        | McCamish Pavilion 7.433                           | 2–2                                               |
| 5                                                 | 12 ottobre                                        | @ Orlando Magic                                   | V 100–81                                          | DeMar DeRozan (20)                                | LaMarcus Aldridge (15)                            | Aldrige, Gasol, Mills (4)                         | Amway Center 16.424                               | 3–2                                               |

### Regular season

#### Andamento stagionale
| Stagione 2018-2019                            | Stagione 2018-2019                            | Stagione 2018-2019                            | Stagione 2018-2019                            | Stagione 2018-2019                            | Stagione 2018-2019                            | Stagione 2018-2019                            | Stagione 2018-2019                            | Stagione 2018-2019                            |
| Totale : 48–34 (Casa: 32–9; Trasferta: 16–25) | Totale : 48–34 (Casa: 32–9; Trasferta: 16–25) | Totale : 48–34 (Casa: 32–9; Trasferta: 16–25) | Totale : 48–34 (Casa: 32–9; Trasferta: 16–25) | Totale : 48–34 (Casa: 32–9; Trasferta: 16–25) | Totale : 48–34 (Casa: 32–9; Trasferta: 16–25) | Totale : 48–34 (Casa: 32–9; Trasferta: 16–25) | Totale : 48–34 (Casa: 32–9; Trasferta: 16–25) | Totale : 48–34 (Casa: 32–9; Trasferta: 16–25) |
| --------------------------------------------- | --------------------------------------------- | --------------------------------------------- | --------------------------------------------- | --------------------------------------------- | --------------------------------------------- | --------------------------------------------- | --------------------------------------------- | --------------------------------------------- |

#### Ottobre
| Ottobre 2018                                  | Ottobre 2018                                  | Ottobre 2018                                  | Ottobre 2018                                  | Ottobre 2018                                  | Ottobre 2018                                  | Ottobre 2018                                  | Ottobre 2018                                  | Ottobre 2018                                  |
| Record mese : 5–2 (Casa: 3–1; Trasferta: 2–1) | Record mese : 5–2 (Casa: 3–1; Trasferta: 2–1) | Record mese : 5–2 (Casa: 3–1; Trasferta: 2–1) | Record mese : 5–2 (Casa: 3–1; Trasferta: 2–1) | Record mese : 5–2 (Casa: 3–1; Trasferta: 2–1) | Record mese : 5–2 (Casa: 3–1; Trasferta: 2–1) | Record mese : 5–2 (Casa: 3–1; Trasferta: 2–1) | Record mese : 5–2 (Casa: 3–1; Trasferta: 2–1) | Record mese : 5–2 (Casa: 3–1; Trasferta: 2–1) |
| Partita                                       | Data                                          | Avversario                                    | Punteggio                                     | Più punti                                     | Più rimbalzi                                  | Più assist                                    | Spettatori                                    | Record                                        |
| --------------------------------------------- | --------------------------------------------- | --------------------------------------------- | --------------------------------------------- | --------------------------------------------- | --------------------------------------------- | --------------------------------------------- | --------------------------------------------- | --------------------------------------------- |
| 1                                             | 18 ottobre                                    | Minnesota T'wolves                            | V 112–108                                     | DeMar DeRozan (28)                            | LaMarcus Aldridge (19)                        | Pau Gasol (6)                                 | AT&T Center 18.354                            | 1–0                                           |
| 2                                             | 20 ottobre                                    | @ Portland T. Blazers                         | S 108–121                                     | DeMar DeRozan (28)                            | LaMarcus Aldridge (8)                         | DeMar DeRozan (9)                             | Moda Center 19.461                            | 1-1                                           |
| 3                                             | 22 ottobre                                    | @ L.A. Lakers                                 | V 143–142 (OT)                                | LaMarcus Aldridge (37)                        | Dante Cunningham (12)                         | DeMar DeRozan (14)                            | Staples Center 18.997                         | 2-1                                           |
| 4                                             | 24 ottobre                                    | Indiana Pacers                                | S 96–116                                      | DeMar DeRozan(18)                             | LaMarcus Aldridge (13)                        | DeMar DeRozan (4)                             | AT&T Center 18.354                            | 2-2                                           |
| 5                                             | 27 ottobre                                    | L.A. Lakers                                   | V 110–106                                     | DeMar DeRozan (30)                            | DeRozan, Gay (12)                             | DeMar DeRozan (8)                             | AT&T Center 18.589                            | 3-2                                           |
| 6                                             | 29 ottobre                                    | Dallas Mavericks                              | V 113–108 (OT)                                | DeMar DeRozan (34)                            | Rudy Gay (11)                                 | DeMar DeRozan (9)                             | AT&T Center 18.354                            | 4–2                                           |
| 7                                             | 31 ottobre                                    | @ Phoenix Suns                                | V 120–90                                      | DeMar DeRozan (25)                            | Pau Gasol (9)                                 | Bryn Forbes (7)                               | Talking Stick Resort Arena 12.328             | 5-2                                           |

#### Novembre
| Novembre 2018                                 | Novembre 2018                                 | Novembre 2018                                 | Novembre 2018                                 | Novembre 2018                                 | Novembre 2018                                 | Novembre 2018                                 | Novembre 2018                                 | Novembre 2018                                 |
| Record mese: 5–10 (Casa: 3–3; Trasferta: 2–7) | Record mese: 5–10 (Casa: 3–3; Trasferta: 2–7) | Record mese: 5–10 (Casa: 3–3; Trasferta: 2–7) | Record mese: 5–10 (Casa: 3–3; Trasferta: 2–7) | Record mese: 5–10 (Casa: 3–3; Trasferta: 2–7) | Record mese: 5–10 (Casa: 3–3; Trasferta: 2–7) | Record mese: 5–10 (Casa: 3–3; Trasferta: 2–7) | Record mese: 5–10 (Casa: 3–3; Trasferta: 2–7) | Record mese: 5–10 (Casa: 3–3; Trasferta: 2–7) |
| Partita                                       | Data                                          | Avversario                                    | Punteggio                                     | Più punti                                     | Più rimbalzi                                  | Più assist                                    | Spettatori                                    | Record                                        |
| --------------------------------------------- | --------------------------------------------- | --------------------------------------------- | --------------------------------------------- | --------------------------------------------- | --------------------------------------------- | --------------------------------------------- | --------------------------------------------- | --------------------------------------------- |
| 8                                             | 3 novembre                                    | N.O. Pelicans                                 | V 109–95                                      | DeMar DeRozan (26)                            | LaMarcus Aldridge (12)                        | Patty Mills (7)                               | AT&T Center 18.354                            | 6–2                                           |
| 9                                             | 4 novembre                                    | Orlando Magic                                 | S 110–117                                     | DeMar DeRozan (25)                            | Pau Gasol (8)                                 | DeRozan, Gasol (5)                            | AT&T Center 18.354                            | 6-3                                           |
| 10                                            | 7 novembre                                    | @ Miami Heat                                  | S 88–95                                       | Patty Mills (20)                              | LaMarcus Aldridge (16)                        | DeMar DeRozan (8)                             | American Airlines Arena 19.600                | 6-4                                           |
| 11                                            | 10 novembre                                   | Houston Rockets                               | V 96–89                                       | LaMarcus Aldridge (27)                        | DeMar DeRozan (11)                            | Derrick White (8)                             | AT&T Center 18.354                            | 7-4                                           |
| 12                                            | 12 novembre                                   | @ Sacramento Kings                            | S 99–104                                      | DeMar DeRozan (23)                            | LaMarcus Aldridge (18)                        | DeMar DeRozan (8)                             | Golden 1 Center 15.500                        | 7-5                                           |
| 13                                            | 14 novembre                                   | @ Phoenix Suns                                | S 96–116                                      | DeMar DeRozan (24)                            | LaMarcus Aldridge (12)                        | DeMar DeRozan (4)                             | Talking Stick Resort Arena 14.532             | 7-6                                           |
| 14                                            | 15 novembre                                   | @ L.A. Clippers                               | S 111–116                                     | DeMar DeRozan (34)                            | LaMarcus Aldridge (16)                        | DeRozan, Mills (5)                            | Staples Center 17.463                         | 7-7                                           |
| 15                                            | 18 novembre                                   | G.S. Warriors                                 | V 104–92                                      | LaMarcus Aldridge (24)                        | LaMarcus Aldridge (18)                        | DeMar DeRozan (9)                             | AT&T Center 18.354                            | 8-7                                           |
| 16                                            | 19 novembre                                   | @ N.O. Pelicans                               | S 126–140                                     | DeMar DeRozan (21)                            | LaMarcus Aldridge (10)                        | DeMar DeRozan (5)                             | Smoothie King Center 16.500                   | 8-8                                           |
| 17                                            | 21 novembre                                   | Memphis Grizzlies                             | S 103–104                                     | DeMar DeRozan (24)                            | LaMarcus Aldridge (11)                        | DeMar DeRozan (5)                             | AT&T Center 18.354                            | 8-9                                           |
| 18                                            | 23 novembre                                   | @ Indiana Pacers                              | V 111–100                                     | LaMarcus Aldridge (33)                        | LaMarcus Aldridge (14)                        | Rudy Gay (7)                                  | Bankers Life Fieldhouse 17.923                | 9-9                                           |
| 19                                            | 24 novembre                                   | @ Milwaukee Bucks                             | S 129–135                                     | DeMar DeRozan (34)                            | Dante Cunningham (10)                         | DeMar DeRozan (7)                             | Fiserv Forum 17.500                           | 9-10                                          |
| 20                                            | 26 novembre                                   | @ Chicago Bulls                               | V 108–107                                     | DeMar DeRozan (21)                            | DeRozan, Aldrige (8)                          | Bryn Forbes (6)                               | United Center 20.917                          | 10-10                                         |
| 21                                            | 28 novembre                                   | @ Minnesota T'wolves                          | S 89–128                                      | Jakob Pöltl (14)                              | LaMarcus Aldridge (9)                         | Gay, White (4)                                | Target Center 18.798                          | 10-11                                         |
| 22                                            | 30 novembre                                   | Houston Rockets                               | S 105–136                                     | LaMarcus Aldridge (20)                        | Rudy Gay (8)                                  | Derrick White (9)                             | AT&T Center 18.354                            | 10-12                                         |

#### Dicembre
| Dicembre 2018                                 | Dicembre 2018                                 | Dicembre 2018                                 | Dicembre 2018                                 | Dicembre 2018                                 | Dicembre 2018                                 | Dicembre 2018                                 | Dicembre 2018                                 | Dicembre 2018                                 |
| Record mese: 11–5 (Casa: 9–1; Trasferta: 2–4) | Record mese: 11–5 (Casa: 9–1; Trasferta: 2–4) | Record mese: 11–5 (Casa: 9–1; Trasferta: 2–4) | Record mese: 11–5 (Casa: 9–1; Trasferta: 2–4) | Record mese: 11–5 (Casa: 9–1; Trasferta: 2–4) | Record mese: 11–5 (Casa: 9–1; Trasferta: 2–4) | Record mese: 11–5 (Casa: 9–1; Trasferta: 2–4) | Record mese: 11–5 (Casa: 9–1; Trasferta: 2–4) | Record mese: 11–5 (Casa: 9–1; Trasferta: 2–4) |
| Partita                                       | Data                                          | Avversario                                    | Punteggio                                     | Più punti                                     | Più rimbalzi                                  | Più assist                                    | Spettatori                                    | Record                                        |
| --------------------------------------------- | --------------------------------------------- | --------------------------------------------- | --------------------------------------------- | --------------------------------------------- | --------------------------------------------- | --------------------------------------------- | --------------------------------------------- | --------------------------------------------- |
| 23                                            | 2 dicembre                                    | Portland T. Blazers                           | V 131–118                                     | DeMar DeRozan (36)                            | DeRozan, Aldridge (8)                         | DeRozan, Mills, White (6)                     | AT&T Center 18.354                            | 11-12                                         |
| 24                                            | 4 dicembre                                    | @ Utah Jazz                                   | S 105–139                                     | Jakob Pöltl (20)                              | Jakob Pöltl (7)                               | DeMar DeRozan (7)                             | Vivint Smart Home Arena 18.306                | 11-13                                         |
| 25                                            | 5 dicembre                                    | @ L.A. Lakers                                 | S 113–121                                     | DeMar DeRozan (32)                            | LaMarcus Aldridge (9)                         | Derrick White (5)                             | Staples Center 18.997                         | 11-14                                         |
| 26                                            | 7 dicembre                                    | L.A. Lakers                                   | S 120–133                                     | DeMar DeRozan (36)                            | DeRozan, Aldridge, Pöltl (8)                  | DeMar DeRozan (9)                             | AT&T Center 18.354                            | 12-14                                         |
| 27                                            | 9 dicembre                                    | Utah Jazz                                     | V 110–97                                      | DeMar DeRozan (26)                            | Rudy Gay (15)                                 | DeMar DeRozan (8)                             | AT&T Center 17.834                            | 13-14                                         |
| 28                                            | 11 dicembre                                   | Phoenix Suns                                  | V 111–86                                      | Bryn Forbes (24)                              | Forbes, Pöltl (15)                            | DeMar DeRozan (9)                             | AT&T Center 17.676                            | 14-14                                         |
| 29                                            | 13 dicembre                                   | L.A. Clippers                                 | V 125–87                                      | LaMarcus Aldridge (27)                        | Gay, Pöltl, Cunningham (6)                    | DeMar DeRozan (7)                             | AT&T Center 18.354                            | 15-14                                         |
| 30                                            | 15 dicembre                                   | Chicago Bulls                                 | S 93–98                                       | LaMarcus Aldridge (29)                        | LaMarcus Aldridge (12)                        | Patty Mills (4)                               | AT&T Center 18.354                            | 15-15                                         |
| 31                                            | 17 dicembre                                   | Philadelphia 76ers                            | V 123–96                                      | Gay (21)                                      | LaMarcus Aldridge (10)                        | DeMar DeRozan (7)                             | AT&T Center 17.486                            | 16-15                                         |
| 32                                            | 19 dicembre                                   | @ Orlando Magic                               | V 129–90                                      | LaMarcus Aldridge (20)                        | DeMar DeRozan (7)                             | DeMar DeRozan (6)                             | Amway Center 17.138                           | 17-15                                         |
| 33                                            | 21 dicembre                                   | Minnesota T'wolves                            | V 124–98                                      | Bryn Forbes (22)                              | LaMarcus Aldridge (9)                         | DeMar DeRozan (8)                             | AT&T Center 17.708                            | 18-15                                         |
| 34                                            | 22 dicembre                                   | @ Houston Rockets                             | S 101–108                                     | DeMar DeRozan (24)                            | Rudy Gay (8)                                  | DeMar DeRozan (8)                             | Toyota Center 18.055                          | 18-16                                         |
| 35                                            | 26 dicembre                                   | Denver Nuggets                                | V 111–103                                     | DeMar DeRozan (30)                            | Jakob Pöltl (11)                              | DeRozan, Belinelli (5)                        | AT&T Center 18.408                            | 19-16                                         |
| 36                                            | 28 dicembre                                   | @ Denver Nuggets                              | S 99–102                                      | DeMar DeRozan (24)                            | LaMarcus Aldridge (7)                         | DeMar DeRozan (5)                             | Pepsi Center 20.076                           | 19-17                                         |
| 37                                            | 29 dicembre                                   | @ L.A. Clippers                               | V 122–111                                     | LaMarcus Aldridge (38)                        | DeMar DeRozan (13)                            | Bryn Forbes (7)                               | Staples Center 19.068                         | 20-17                                         |
| 38                                            | 26 dicembre                                   | Boston Celtics                                | V 120–111                                     | LaMarcus Aldridge (32)                        | LaMarcus Aldridge (9)                         | DeMar DeRozan (10)                            | AT&T Center 18.354                            | 21-17                                         |

#### Gennaio
| Gennaio 2019                                  | Gennaio 2019                                  | Gennaio 2019                                  | Gennaio 2019                                  | Gennaio 2019                                  | Gennaio 2019                                  | Gennaio 2019                                  | Gennaio 2019                                  | Gennaio 2019                                  |
| Record mese: 10–5 (Casa: 6–2; Trasferta: 4–3) | Record mese: 10–5 (Casa: 6–2; Trasferta: 4–3) | Record mese: 10–5 (Casa: 6–2; Trasferta: 4–3) | Record mese: 10–5 (Casa: 6–2; Trasferta: 4–3) | Record mese: 10–5 (Casa: 6–2; Trasferta: 4–3) | Record mese: 10–5 (Casa: 6–2; Trasferta: 4–3) | Record mese: 10–5 (Casa: 6–2; Trasferta: 4–3) | Record mese: 10–5 (Casa: 6–2; Trasferta: 4–3) | Record mese: 10–5 (Casa: 6–2; Trasferta: 4–3) |
| Partita                                       | Data                                          | Avversario                                    | Punteggio                                     | Più punti                                     | Più rimbalzi                                  | Più assist                                    | Spettatori                                    | Record                                        |
| --------------------------------------------- | --------------------------------------------- | --------------------------------------------- | --------------------------------------------- | --------------------------------------------- | --------------------------------------------- | --------------------------------------------- | --------------------------------------------- | --------------------------------------------- |
| 39                                            | 3 gennaio                                     | Toronto Raptors                               | V 125–107                                     | LaMarcus Aldridge (23)                        | DeMar DeRozan (14)                            | DeMar DeRozan (11)                            | AT&T Center 18.354                            | 22-17                                         |
| 40                                            | 5 gennaio                                     | Memphis Grizzlies                             | V 108–88                                      | Derrick White (19)                            | DeMar DeRozan (9)                             | LaMarcus Aldridge (7)                         | AT&T Center 18.354                            | 23-17                                         |
| 41                                            | 7 gennaio                                     | @ Detroit Pistons                             | V 119–107                                     | DeMar DeRozan (26)                            | DeMar DeRozan (7)                             | DeMar DeRozan (9)                             | Little Caesars Arena 13.107                   | 24-17                                         |
| 42                                            | 9 gennaio                                     | @ Memphis Grizzlies                           | S 86–96                                       | Forbes, Belinelli (14)                        | Pau Gasol (12)                                | DeMar DeRozan (4)                             | FedExForum 13.944                             | 24-18                                         |
| 43                                            | 10 gennaio                                    | Oklahoma Thunder                              | V 154–147 (2OT)                               | LaMarcus Aldridge (56)                        | LaMarcus Aldridge (9)                         | DeMar DeRozan (11)                            | AT&T Center 18.354                            | 25-18                                         |
| 44                                            | 12 gennaio                                    | @ Oklahoma Thunder                            | S 112–122                                     | Marco Belinelli (24)                          | Jakob Pöltl (10)                              | DeRozan, Mills, White (4)                     | Chesapeake Energy Arena 18.203                | 25-19                                         |
| 45                                            | 14 gennaio                                    | Charlotte Hornets                             | S 93–108                                      | LaMarcus Aldridge (28)                        | LaMarcus Aldridge (10)                        | Derrick White (7)                             | AT&T Center 18.354                            | 25-20                                         |
| 46                                            | 16 gennaio                                    | @ Dallas Mavericks                            | V 105–101                                     | Marco Belinelli (17)                          | Jakob Pöltl (7)                               | DeMar DeRozan (9)                             | American Airlines Center 20.214               | 26-20                                         |
| 47                                            | 18 gennaio                                    | @ Minnesota T'wolves                          | V 116–113                                     | LaMarcus Aldridge (25)                        | LaMarcus Aldridge (9)                         | Patty Mills (8)                               | Target Center 17.222                          | 27-20                                         |
| 48                                            | 20 gennaio                                    | L.A. Clippers                                 | S 95–103                                      | LaMarcus Aldridge (30)                        | LaMarcus Aldridge (14)                        | Derrick White (4)                             | AT&T Center 18.354                            | 27-21                                         |
| 49                                            | 23 gennaio                                    | @ Philadelphia 76ers                          | S 120–122                                     | DeMar DeRozan (26)                            | DeMar DeRozan (9)                             | LaMarcus Aldridge(6)                          | Wells Fargo Center 18.354                     | 27-22                                         |
| 50                                            | 26 gennaio                                    | @ N.O. Pelicans                               | V 126–114                                     | LaMarcus Aldridge (28)                        | LaMarcus Aldridge (12)                        | Patty Mills (5)                               | Smoothie King Center 17.724                   | 28-22                                         |
| 51                                            | 27 gennaio                                    | Wash. Wizards                                 | V 132–119                                     | LaMarcus Aldridge (30)                        | LaMarcus Aldridge (9)                         | Patty Mills (7)                               | AT&T Center 18.354                            | 29-22                                         |
| 52                                            | 29 gennaio                                    | Phoenix Suns                                  | V 126–124                                     | LaMarcus Aldridge (30)                        | LaMarcus Aldridge (9)                         | Belinelli, Gay, Mills, Bertāns (5)            | AT&T Center 18.121                            | 30-22                                         |
| 53                                            | 31 gennaio                                    | Brooklyn Nets                                 | V 117–114                                     | Derrick White (26)                            | LaMarcus Aldridge (13)                        | Derrick White (6)                             | AT&T Center 18.057                            | 31-22                                         |

#### Febbraio
| Febbraio 2019                                | Febbraio 2019                                | Febbraio 2019                                | Febbraio 2019                                | Febbraio 2019                                | Febbraio 2019                                | Febbraio 2019                                | Febbraio 2019                                | Febbraio 2019                                |
| Record mese: 3–7 (Casa: 2–0; Trasferta: 1–7) | Record mese: 3–7 (Casa: 2–0; Trasferta: 1–7) | Record mese: 3–7 (Casa: 2–0; Trasferta: 1–7) | Record mese: 3–7 (Casa: 2–0; Trasferta: 1–7) | Record mese: 3–7 (Casa: 2–0; Trasferta: 1–7) | Record mese: 3–7 (Casa: 2–0; Trasferta: 1–7) | Record mese: 3–7 (Casa: 2–0; Trasferta: 1–7) | Record mese: 3–7 (Casa: 2–0; Trasferta: 1–7) | Record mese: 3–7 (Casa: 2–0; Trasferta: 1–7) |
| Partita                                      | Data                                         | Avversario                                   | Punteggio                                    | Più punti                                    | Più rimbalzi                                 | Più assist                                   | Spettatori                                   | Record                                       |
| -------------------------------------------- | -------------------------------------------- | -------------------------------------------- | -------------------------------------------- | -------------------------------------------- | -------------------------------------------- | -------------------------------------------- | -------------------------------------------- | -------------------------------------------- |
| 54                                           | 2 febbraio                                   | N.O. Pelicans                                | V 113–108                                    | LaMarcus Aldridge (25)                       | LaMarcus Aldridge (14)                       | DeMar DeRozan (5)                            | AT&T Center 18.354                           | 32-22                                        |
| 55                                           | 4 febbraio                                   | @ Sacramento Kings                           | S 112–127                                    | DeMar DeRozan (24)                           | LaMarcus Aldridge (9)                        | Belinelli, DeRozan (4)                       | Golden 1 Center 16.245                       | 32-23                                        |
| 56                                           | 6 febbraio                                   | @ G.S. Warriors                              | S 102–141                                    | Patty Mills (16)                             | Cunningham, Metu (5)                         | Jakob Pöltl (6)                              | Oracle Arena 19.596                          | 32-24                                        |
| 57                                           | 7 febbraio                                   | @ Portland T. Blazers                        | S 118–127                                    | DeMar DeRozan (35)                           | LaMarcus Aldridge (10)                       | Patty Mills (8)                              | Moda Center 19.393                           | 32-25                                        |
| 58                                           | 9 febbraio                                   | @ Utah Jazz                                  | S 105–125                                    | DeMar DeRozan (23)                           | LaMarcus Aldridge (10)                       | Mills, DeRozan (4)                           | Vivint Smart Home Arena 18.306               | 32-26                                        |
| 59                                           | 12 febbraio                                  | @ Memphis Grizzlies                          | V 108–107                                    | Aldridge, Mills (22)                         | Rudy Gay (12)                                | Rudy Gay (8)                                 | FedExForum 13.788                            | 33-26                                        |
| 60                                           | 22 febbraio                                  | @ Toronto Raptors                            | S 117–120                                    | DeMar DeRozan (23)                           | Rudy Gay (10)                                | DeMar DeRozan (8)                            | Scotiabank Arena 20.058                      | 33-27                                        |
| 61                                           | 24 febbraio                                  | @ N.Y. Knicks                                | S 118–130                                    | DeMar DeRozan (32)                           | Pöltl, DeRozan (9)                           | Mills, DeRozan (4)                           | Madison Square Garden 18.019                 | 33-28                                        |
| 62                                           | 25 febbraio                                  | @ Brooklyn Nets                              | S 85–101                                     | LaMarcus Aldridge (26)                       | LaMarcus Aldridge (10)                       | Derrick White (4)                            | Barclays Center 13.479                       | 33-29                                        |
| 63                                           | 27 febbraio                                  | Detroit Pistons                              | V 105–93                                     | LaMarcus Aldridge (24)                       | Jakob Pöltl (14)                             | DeMar DeRozan (8)                            | AT&T Center 18.354                           | 34-29                                        |

#### Marzo
| Marzo 2019                                    | Marzo 2019                                    | Marzo 2019                                    | Marzo 2019                                    | Marzo 2019                                    | Marzo 2019                                    | Marzo 2019                                    | Marzo 2019                                    | Marzo 2019                                    |
| Record mese: 10–4 (Casa: 7–2; Trasferta: 3–2) | Record mese: 10–4 (Casa: 7–2; Trasferta: 3–2) | Record mese: 10–4 (Casa: 7–2; Trasferta: 3–2) | Record mese: 10–4 (Casa: 7–2; Trasferta: 3–2) | Record mese: 10–4 (Casa: 7–2; Trasferta: 3–2) | Record mese: 10–4 (Casa: 7–2; Trasferta: 3–2) | Record mese: 10–4 (Casa: 7–2; Trasferta: 3–2) | Record mese: 10–4 (Casa: 7–2; Trasferta: 3–2) | Record mese: 10–4 (Casa: 7–2; Trasferta: 3–2) |
| Partita                                       | Data                                          | Avversario                                    | Punteggio                                     | Più punti                                     | Più rimbalzi                                  | Più assist                                    | Spettatori                                    | Record                                        |
| --------------------------------------------- | --------------------------------------------- | --------------------------------------------- | --------------------------------------------- | --------------------------------------------- | --------------------------------------------- | --------------------------------------------- | --------------------------------------------- | --------------------------------------------- |
| 64                                            | 2 marzo                                       | Oklahoma Thunder                              | V 105–93                                      | LaMarcus Aldridge (27)                        | LaMarcus Aldridge (10)                        | DeMar DeRozan (7)                             | AT&T Center 18.354                            | 35-29                                         |
| 65                                            | 4 marzo                                       | Denver Nuggets                                | V 104–103                                     | DeMar DeRozan (24)                            | LaMarcus Aldridge (9)                         | Derrick White (9)                             | AT&T Center 18.354                            | 36-29                                         |
| 66                                            | 6 marzo                                       | @ Atlanta Hawks                               | V 105–93                                      | LaMarcus Aldridge (32)                        | Rudy Gay (11)                                 | Derrick White(9)                              | State Farm Arena 15.208                       | 37-29                                         |
| 67                                            | 10 marzo                                      | Milwaukee Bucks                               | V 121–114                                     | LaMarcus Aldridge (29)                        | LaMarcus Aldridge (16)                        | DeMar DeRozan (6)                             | AT&T Center 18.594                            | 38-29                                         |
| 68                                            | 12 marzo                                      | @ Dallas Mavericks                            | V 112–105                                     | DeMar DeRozan (33)                            | Aldridge, Pöltl (7)                           | Derrick White (7)                             | American Airlines Center 20.366               | 39-29                                         |
| 69                                            | 15 marzo                                      | N.Y. Knicks                                   | V 109–83                                      | LaMarcus Aldridge (18)                        | LaMarcus Aldridge (11)                        | White, DeRozan (7)                            | AT&T Center 18.354                            | 40-29                                         |
| 70                                            | 16 marzo                                      | Portland T. Blazers                           | V 108–103                                     | DeMar DeRozan (21)                            | DeRozan, Aldridge (8)                         | Patty Mills (4)                               | AT&T Center 18.354                            | 41-29                                         |
| 71                                            | 18 marzo                                      | G.S. Warriors                                 | V 111–105                                     | DeMar DeRozan (26)                            | LaMarcus Aldridge (13)                        | DeMar DeRozan (8)                             | AT&T Center 18.354                            | 42-29                                         |
| 72                                            | 20 marzo                                      | Miami Heat                                    | S 105–110                                     | Belinelli, Mills, Aldridge (17)               | DeMar DeRozan (16)                            | DeRozan, Mills (6)                            | AT&T Center 18.354                            | 42-30                                         |
| 73                                            | 22 marzo                                      | @ Houston Rockets                             | S 105–111                                     | Dāvis Bertāns (20)                            | Rudy Gay (9)                                  | DeMar DeRozan (8)                             | Toyota Center 18.055                          | 42-31                                         |
| 74                                            | 24 marzo                                      | @ Boston Celtics                              | V 115–96                                      | LaMarcus Aldridge (48)                        | LaMarcus Aldridge (13)                        | DeMar DeRozan (11)                            | TD Garden 18.624                              | 43-31                                         |
| 75                                            | 26 marzo                                      | @ Charlotte Hornets                           | S 116–125 (OT)                                | DeMar DeRozan (30)                            | LaMarcus Aldridge (15)                        | Derrick White (7)                             | Spectrum Center 14.227                        | 43-32                                         |
| 76                                            | 28 marzo                                      | Cleveland Cavaliers                           | V 116–110                                     | DeMar DeRozan (25)                            | Rudy Gay (8)                                  | DeMar DeRozan (8)                             | AT&T Center 18.756                            | 44-32                                         |
| 77                                            | 31 marzo                                      | Sacramento Kings                              | S 106–113                                     | LaMarcus Aldridge (27)                        | LaMarcus Aldridge (18)                        | DeMar DeRozan (7)                             | AT&T Center 18.581                            | 44-33                                         |

#### Aprile
| Aprile 2019                                  | Aprile 2019                                  | Aprile 2019                                  | Aprile 2019                                  | Aprile 2019                                  | Aprile 2019                                  | Aprile 2019                                  | Aprile 2019                                  | Aprile 2019                                  |
| Record mese: 4–1 (Casa: 2–0; Trasferta: 2–1) | Record mese: 4–1 (Casa: 2–0; Trasferta: 2–1) | Record mese: 4–1 (Casa: 2–0; Trasferta: 2–1) | Record mese: 4–1 (Casa: 2–0; Trasferta: 2–1) | Record mese: 4–1 (Casa: 2–0; Trasferta: 2–1) | Record mese: 4–1 (Casa: 2–0; Trasferta: 2–1) | Record mese: 4–1 (Casa: 2–0; Trasferta: 2–1) | Record mese: 4–1 (Casa: 2–0; Trasferta: 2–1) | Record mese: 4–1 (Casa: 2–0; Trasferta: 2–1) |
| Partita                                      | Data                                         | Avversario                                   | Punteggio                                    | Più punti                                    | Più rimbalzi                                 | Più assist                                   | Spettatori                                   | Record                                       |
| -------------------------------------------- | -------------------------------------------- | -------------------------------------------- | -------------------------------------------- | -------------------------------------------- | -------------------------------------------- | -------------------------------------------- | -------------------------------------------- | -------------------------------------------- |
| 78                                           | 2 aprile                                     | Atlanta Hawks                                | V 117–111                                    | DeMar DeRozan (29)                           | Gay, Aldridge (11)                           | DeMar DeRozan (7)                            | AT&T Center 18.354                           | 45-33                                        |
| 79                                           | 3 aprile                                     | @ Denver Nuggets                             | S 85–113                                     | Aldridge, Walker (16)                        | Rudy Gay (8)                                 | Forbes, DeRozan (3)                          | Pepsi Center 17.643                          | 45-34                                        |
| 80                                           | 5 aprile                                     | @ Wash. Wizards                              | V 129–112                                    | LaMarcus Aldridge (24)                       | Aldridge, Pöltl (7)                          | Derrick White(8)                             | Capital One Arena 20.409                     | 46-34                                        |
| 81                                           | 7 aprile                                     | @ Cleveland Cavaliers                        | V 112–90                                     | LaMarcus Aldridge (18)                       | LaMarcus Aldridge (13)                       | DeMar DeRozan (9)                            | Quicken Loans Arena 19.432                   | 47-34                                        |
| 82                                           | 10 aprile                                    | Dallas Mavericks                             | V 105–94                                     | LaMarcus Aldridge (34)                       | LaMarcus Aldridge (16)                       | Patty Mills (5)                              | AT&T Center 18.581                           | 48-34                                        |

### Playoff

#### Primo turno

##### (7) San Antonio Spurs – (2) Denver Nuggets
| Playoffs 2019                                | Playoffs 2019                                | Playoffs 2019                                | Playoffs 2019                                | Playoffs 2019                                | Playoffs 2019                                | Playoffs 2019                                | Playoffs 2019                                | Playoffs 2019                                |
| Primo turno: 3–4 (Casa: 2–1; Trasferta: 1–3) | Primo turno: 3–4 (Casa: 2–1; Trasferta: 1–3) | Primo turno: 3–4 (Casa: 2–1; Trasferta: 1–3) | Primo turno: 3–4 (Casa: 2–1; Trasferta: 1–3) | Primo turno: 3–4 (Casa: 2–1; Trasferta: 1–3) | Primo turno: 3–4 (Casa: 2–1; Trasferta: 1–3) | Primo turno: 3–4 (Casa: 2–1; Trasferta: 1–3) | Primo turno: 3–4 (Casa: 2–1; Trasferta: 1–3) | Primo turno: 3–4 (Casa: 2–1; Trasferta: 1–3) |
| Partita                                      | Data                                         | Avversario                                   | Punteggio                                    | Più punti                                    | Più rimbalzi                                 | Più assist                                   | Spettatori                                   | Serie                                        |
| -------------------------------------------- | -------------------------------------------- | -------------------------------------------- | -------------------------------------------- | -------------------------------------------- | -------------------------------------------- | -------------------------------------------- | -------------------------------------------- | -------------------------------------------- |
| 1                                            | 13 aprile                                    | @ Denver Nuggets                             | V 101–96                                     | DeMar DeRozan (18)                           | DeMar DeRozan (12)                           | DeMar DeRozan (6)                            | Pepsi Center 19.520                          | 1-0                                          |
| 2                                            | 16 aprile                                    | @ Denver Nuggets                             | S 105–114                                    | DeMar DeRozan (31)                           | Rudy Gay (9)                                 | Patty Mills (5)                              | Pepsi Center 19.520                          | 1-1                                          |
| 3                                            | 18 aprile                                    | Denver Nuggets                               | V 118–108                                    | Derrick White (36)                           | Aldridge, Gay (11)                           | Aldridge, DeRozan, White (5)                 | AT&T Center 18.354                           | 2-1                                          |
| 4                                            | 20 aprile                                    | Denver Nuggets                               | S 103–117                                    | LaMarcus Aldridge (24)                       | Aldridge, Pöltl (9)                          | DeRozan, White (5)                           | AT&T Center 18.354                           | 2-2                                          |
| 5                                            | 23 aprile                                    | @ Denver Nuggets                             | S 90–108                                     | Aldridge, DeRozan (17)                       | LaMarcus Aldridge (10)                       | Jakob Pöltl (4)                              | Pepsi Center 19.520                          | 2-3                                          |
| 6                                            | 25 aprile                                    | Denver Nuggets                               | V 120–103                                    | LaMarcus Aldridge (26)                       | LaMarcus Aldridge (10)                       | DeMar DeRozan (7)                            | AT&T Center 18.354                           | 3-3                                          |
| 7                                            | 27 aprile                                    | @ Denver Nuggets                             | S 86–90                                      | Rudy Gay (21)                                | LaMarcus Aldridge (11)                       | DeMar DeRozan (6)                            | Pepsi Center 19.725                          | 3-4                                          |

## Mercato

### Scambi
| 18 luglio 2018 | San Antonio SpursDeMar DeRozan Jakob Pöltl Scelta protetta 1º giro Draft 2019 | Toronto RaptorsKawhi Leonard Danny Green |

### Free Agency

#### Prolungamenti contrattuali
| Giocatore     | Contratto                        |
| ------------- | -------------------------------- |
| Dāvis Bertāns | 4 anni – 15,5 milioni di dollari |
| Rudy Gay      | 1 anno – 10 milioni di dollari   |
| Bryn Forbes   | 2 anni – 6 milioni di dollari    |

#### Acquisti
| Giocatore          | Contratto                       | Provenienza        |
| ------------------ | ------------------------------- | ------------------ |
| Marco Belinelli    | 2 anni – 12 milioni di dollari  | Philadelphia 76ers |
| Dante Cunningham   | 1 anno – 2,5 milioni di dollari | Brooklyn Nets      |
| Quincy Pondexter   | 1 anno – 2,1 milioni di dollari | Chicago Bulls      |
| Donatas Motiejūnas | -                               | Shandong G. Stars  |

#### Cessioni
| Giocatore         | Motivo           | Nuova squadra     |
| ----------------- | ---------------- | ----------------- |
| Joffrey Lauvergne | Free agent       | Fenerbahçe        |
| Kyle Anderson     | Free agent       | Memphis Grizzlies |
| Tony Parker       | Free agent       | Charlotte Hornets |
| Brandon Paul      | Rilasciato       |                   |
| Manu Ginóbili     | Ritirato         |                   |
| Pau Gasol         | Buyout Agreement | Milwaukee Bucks   |